# Чёрная (приток Кузреки)
Чёрная — река в России, протекает по территории Сумпосадского сельского поселения Беломорского района Карелии. Длина реки — 25 км, площадь водосборного бассейна — 123 км².
Река берёт начало из болота без названия на высоте 71 м над уровнем моря.
Течёт преимущественно в северо-восточном направлении по заболоченной местности.
Река в общей сложности имеет 25 притоков суммарной длиной 68 км.
Впадает в реку Кузреку на высоте ниже 17 м над уровнем моря.
Населённые пункты на реке отсутствуют.
Код объекта в государственном водном реестре — 02020001412102000006955.